# Millersville, Maryland
Millersville är ett ej stadsplanerat område i Anne Arundel County, staten Maryland, USA.
Millersville är uppkallat efter sin förste postmästare, George Miller. Han tillsattes den 24 juli 1841 på det första postkontoret längs med Annapolis & Elkridge järnvägen även känd som A & E.
Järnvägen som färdigställdes 1840 var en av de tidigaste järnvägslinjerna i USA. Än idag är Millersville en liten järnvägsknut.

## The Childs Residence
The Childs Residence är den byggnad som har tjänat som postkontor och lantbutik sedan 1840 då järnvägen öppnades. Byggnaden är byggd i en typisk stil för 1800-talets mitt i USA.

## Utbildning

### High school
- Elvaton Christian Academy
- Old Mill High School
- Rockbridge Academy
- Olde Mill Christian Academy
- Severna Park High School
- Severna Park Middle School
- Old Mill Middle North
- Old Mill Middle South

### Universitet och högskola
Anne Arundel Community College